# Cacomantis
Cacomantis este un gen de cuci din familia Cuculidae, care se găsesc în Asia de Sud-Est și Oceania.

## Taxonomie
Genul Cacomantis a fost introdus în 1843 de naturalistul german Salomon Müller. El nu a specificat o specie tip; aceasta a fost ulterior desemnată drept Cuculus flavus, un sinonim junior al Cuculus merulinus. Denumirea genului provine din greaca veche kakomantis, care înseamnă „profet al nenorocirii”. Müller a explicat că localnicii din insulele Moluce considerau aceste specii drept „păsări ale nenorocirii”, datorită strigătelor lor plângăcioase și prezenței lor frecvente în cimitire.

### Specii
Genul conține 11 specii:
- Cacomantis castaneiventris
- Cacomantis flabelliformis
- Cacomantis sonneratii
- Cacomantis merulinus
- Cacomantis passerinus
- Cacomantis sepulcralis
- Cacomantis virescens
- Cacomantis variolosus
- Cacomantis blandus
- Cacomantis addendus
- Cacomantis aeruginosus

## Galerie

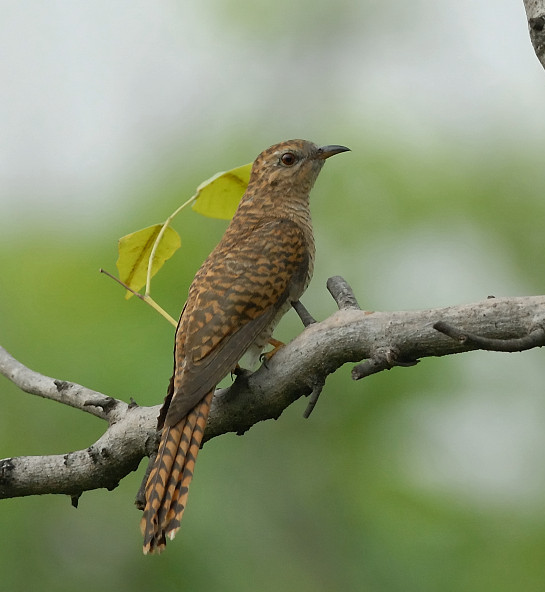
Cacomantis merulinus
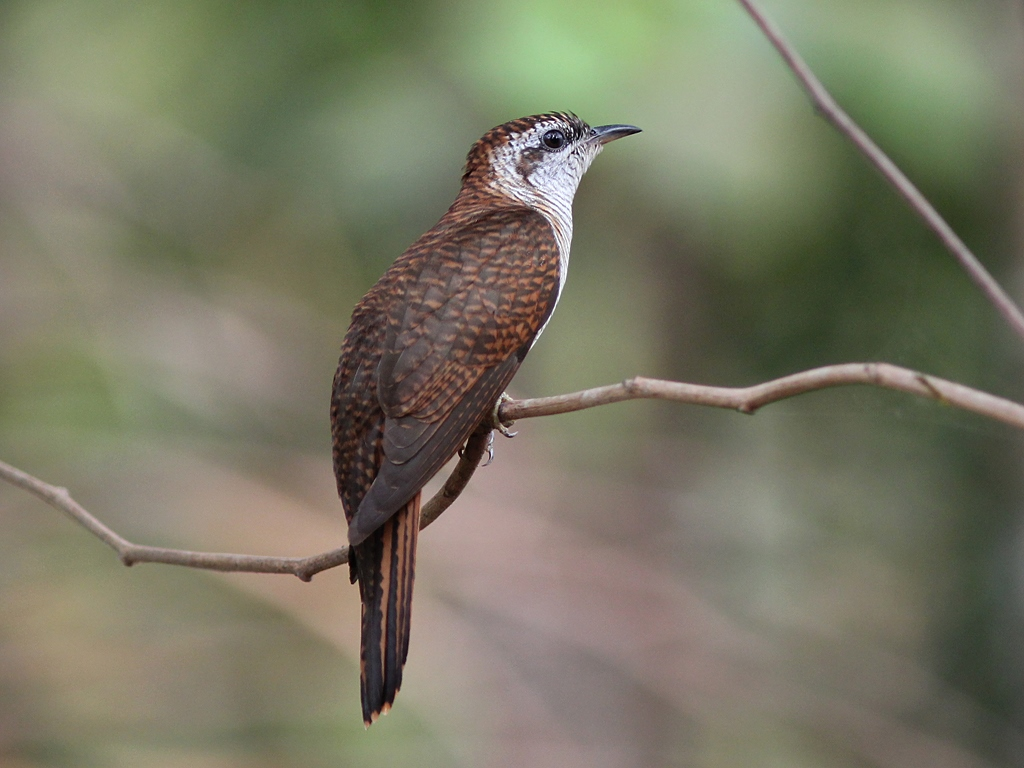
Cacomantis sonneratii
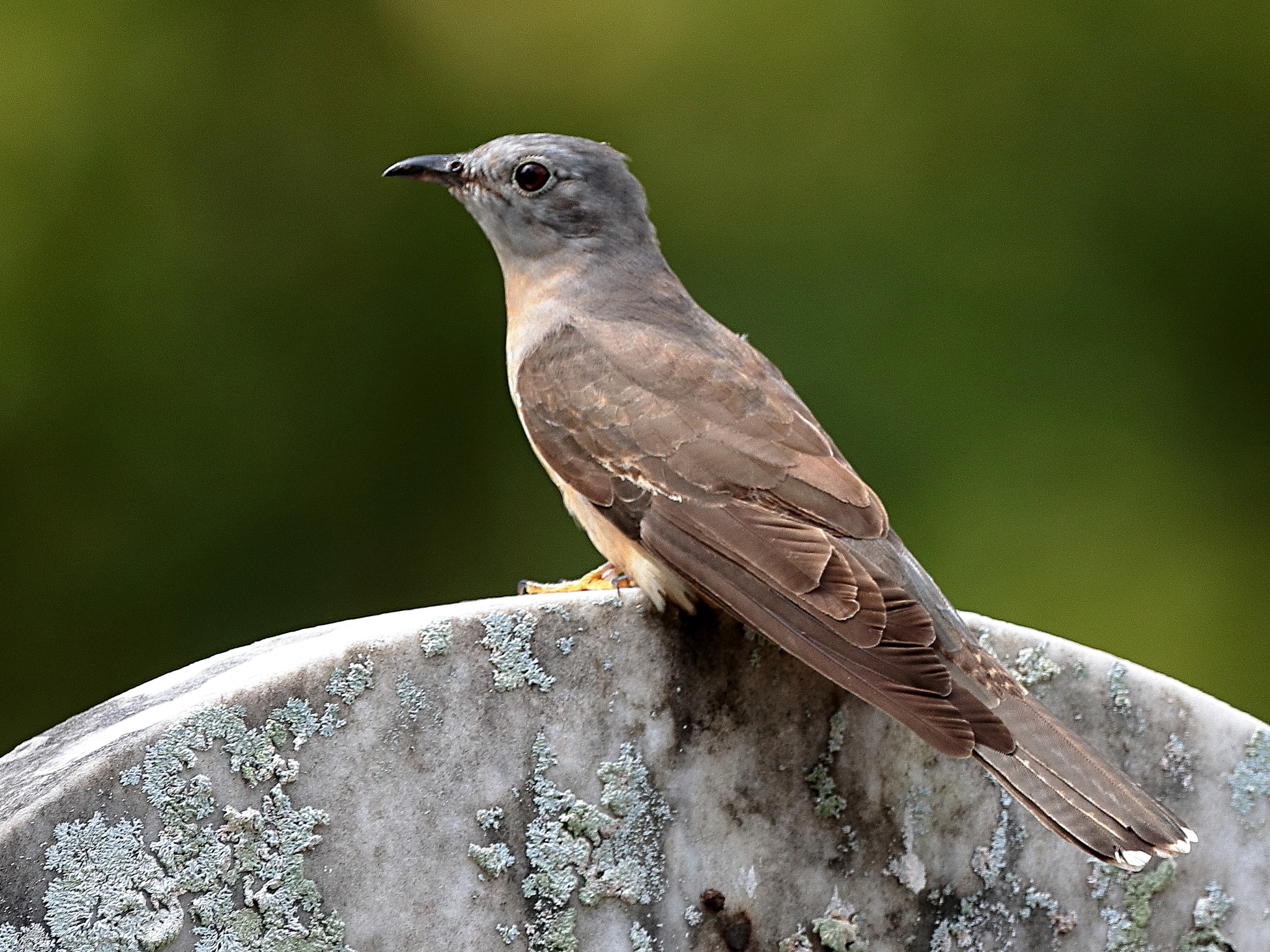
Cacomantis variolosus
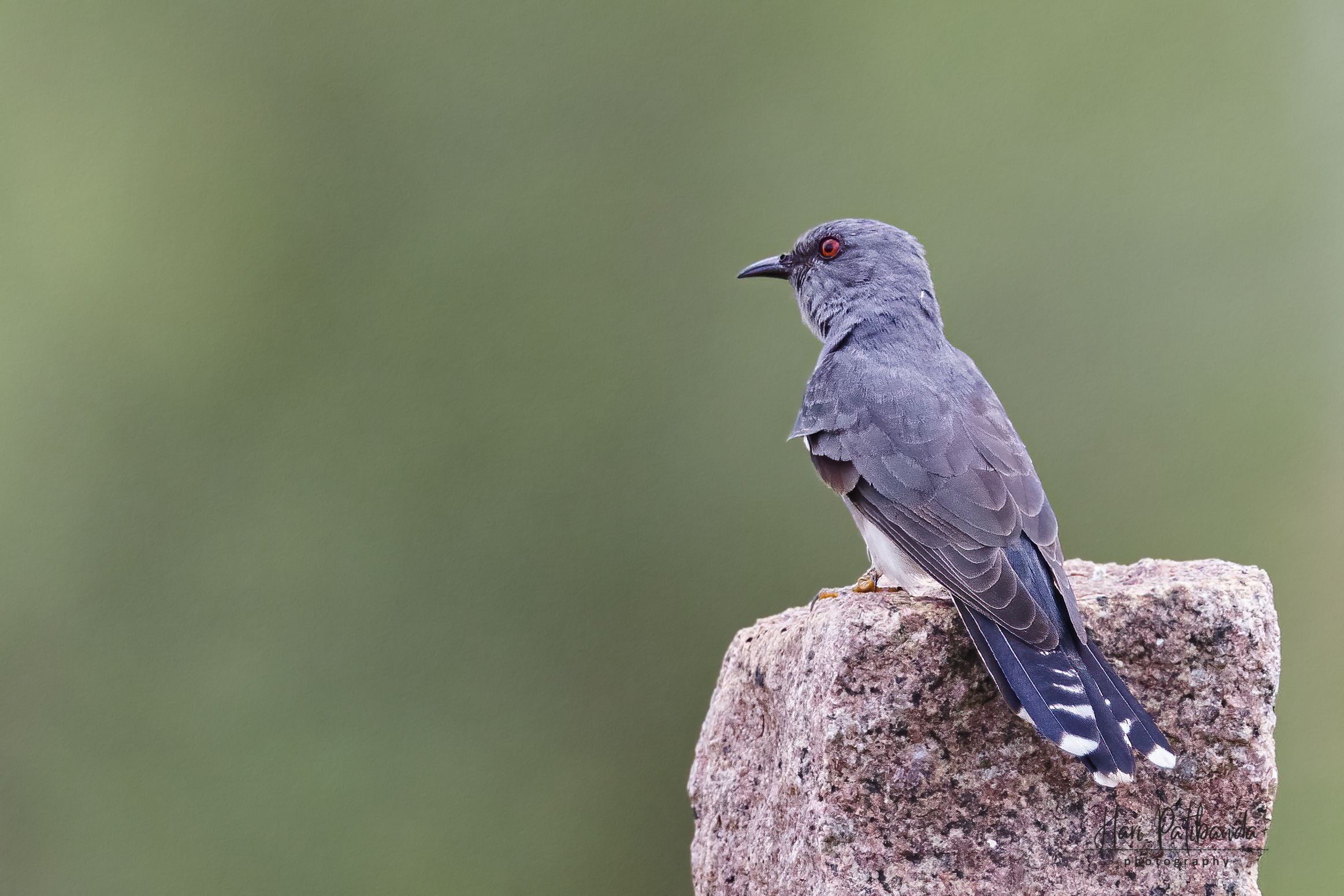
Cacomantis passerinus